# Équipe du Maroc de football en 2013
Maillots
Chronologie
Saison précédente Saison suivante
L'équipe du Maroc de football participera à la Coupe d'Afrique des nations de football 2013.

## Contexte

### Éliminatoires de la CAN 2013
Afin de se qualifier pour la CAN 2013, le Maroc doit se défaire du Mozambique, le match aller s'est joué à Maputo, malgré les nombreuses tentatives des attaquants marocains, c'est le Mozambique sur une contre-attaque éclaire qui marque le premier à la 72e minute. Mounir El Hamdaoui très bien servi par Adel Taarabt manque un but tout fait à la 88e minute. Sur un coup de pied arrêté tiré par les mozambicains, Aziz Elqinani, portier marocain manque sa sortie et relâche le ballon dans les pieds d'un attaquant mozambicains qui marque le break.
À l'issue de ce match, Eric Gerets, le sélectionneur, est remercié, et est remplacé par Rachid Taoussi alors que Badou Zaki, Alain Giresse et Rolland Courbis se sont pressentis pour succéder au technicien belge.
Lors du match retour face au Mozambique, le Maroc humilie le Mozambique 4-0 à Marrakech grâce un but de Abdelaziz Barrada, de Houssine Kharja sur pénalty, de Youssef El-Arabi et du rifain Nordin Amrabat.

## Déroulement de la saison

### L'avant CAN 2013
Après de nombreux matchs amicaux, le sélectionneur Rachid Taoussi a choisi une liste de 24 joueurs pour la Coupe d'Afrique dont on note l'absence de Houssine Kharja, Marouane Chamakh et Youssouf Hadji ,.
À la suite de la blessure de Youness Bellakhdar peu avant la CAN, Abdelatif Noussir a été convoqué afin de pallier son indisponibilité .
Mehdi Namli s'est blessé lors d'un match de préparation disputé le 15 janvier 2013 face au Bidvest Wits et n'est donc pas en mesure de disputer la CAN 2013. Pour remédier à cela, Abdelilah Hafidi (faisant partie des 24 joueurs convoqués et laissé à l'écart par le sélectionneur) sera intégré dans le groupe .

### CAN 2013

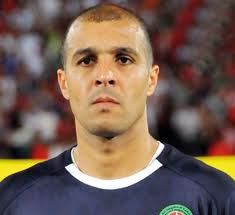
Nadir Lamyaghri, le nouveau capitain des Lions de l'Atlas

### Évolution du coefficient FIFA
Au cours de l'année 2013, l'évolution de l'équipe du Maroc au classement mondial de la FIFA reste assez constant. Toujours aux environs de la 75e place, le Maroc connaît un pic à la 73e place en décembre grâce à une série de matchs amicaux, et chute dans le mois de juillet à la 79e place à la suite de sa défaite contre la Tanzanie, son plus mauvais classement depuis décembre 2010. Les Lions de l'Atlas terminent l'année à la 73e place.
Le tableau ci-dessous présente les coefficients mensuels de l'équipe du Maroc publiés par la FIFA durant l'année 2013.
| Année | 2013    | 2013    | 2013 | 2013  | 2013 | 2013 | 2013    | 2013 | 2013      | 2013    | 2013     | 2013     |
| Mois  | janvier | février | mars | avril | mai  | juin | juillet | août | septembre | octobre | novembre | décembre |
| Rang  | 74      | 74      | 77   | 74    | 74   | 77   | 79      | 75   | 74        | 77      | 75       | 73       |

## Joueurs et encadrement

### Appelés récemment
Les joueurs suivants ne font pas partie du dernier groupe appelé mais ont été retenus en équipe nationale lors des 12 derniers mois.
| Pos. | Nom                      | Date de Naissance | Sél. | Buts | Club                   | Dernier appel                       |
| ---- | ------------------------ | ----------------- | ---- | ---- | ---------------------- | ----------------------------------- |
| G    | Anas Zniti               | 28 août 1988      | 2    | 0    | FAR de Rabat           | vs Côte d'Ivoire, 07 septembre 2013 |
| D    | Abdelhamid El Kaoutari   | 17 mars 1990      | 7    | 0    | Montpellier Hérault SC | vs Côte d'Ivoire, 07 septembre 2013 |
| M    | Zakaria Labyad           | 9 mars 1993       | 2    | 0    | Sporting Portugal      | vs Côte d'Ivoire, 07 septembre 2013 |
| A    | Abderrazak Hamed Allah   | 17 décembre 1990  | 5    | 1    | Aalesunds FK           | vs Côte d'Ivoire, 07 septembre 2013 |
| M    | Salaheddine Aqqal        | 22 août 1984      | 2    | 0    | FAR de Rabat           | vs Gambie, 13 juin 2013             |
| A    | Hamza Abourazzouk        | 16 juin 1986      | 5    | 1    | Raja de Casablanca     | vs Gambie, 13 juin 2013             |
| M    | Alharbi El Jadeyaoui     | 8 août 1986       | 1    | 0    | SCO Angers             | vs Gambie, 13 juin 2013             |
| M    | Youssef Kaddioui Idrissi | 28 septembre 1984 | 4    | 1    | FAR de Rabat           | vs Gambie, 13 juin 2013             |
| M    | Chahir Belghazouani      | 6 octobre 1986    | 6    | 0    | AC Ajaccio             | vs Gambie, 13 juin 2013             |
| D    | Ahmed Kantari            | 28 juin 1985      | 12   | 0    | RC Lens                | vs Gambie, 13 juin 2013             |
| M    | Kamel Chafni             | 11 juin 1982      | 9    | 0    | Stade brestois         | vs Gambie, 13 juin 2013             |
| D    | Mohamed Abarhoun         | 5 mai 1989        | 1    | 0    | Moghreb de Tétouan     | vs Gambie, 13 juin 2013             |
| D    | Yassine Jebbour          | 24 septembre 1991 | 2    | 0    | Montpellier Hérault SC | vs Tanzanie, 8 juin 2013            |
| G    | Nadir Lamyaghri          | 13 février 1976   | 55   | 0    | Wydad de Casablanca    | vs Tanzanie, 8 juin 2013            |
| M    | Adil Hermach             | 27 juin 1986      | 20   | 0    | Al-Hilal FC            | vs Tanzanie, 8 juin 2013            |
| M    | Nordin Amrabat           | 31 mars 1987      | 15   | 2    | Galatasaray SK         | vs Tanzanie, 24 mars 2013           |
| M    | Brahim El Bahri          | 26 mars 1986      | 8    | 1    | FUS de Rabat           | vs Tanzanie, 24 mars 2013           |
| M    | Abdessamad El Moubarki   | 1er janvier 1981  | 0    | 0    | Chabab Rif Al Hoceima  | vs Tanzanie, 24 mars 2013           |
| D    | Abdeljalil Jbira         | 14 mars 1990      | 0    | 0    | Kawkab de Marrakech    | vs Tanzanie, 24 mars 2013           |
| D    | Youness Bellakhdar       | 17 juin 1987      | 2    | 0    | FAR de Rabat           | vs Tanzanie, 24 mars 2013           |
| D    | Younes Hammal            | 26 octobre 1982   | 1    | 0    | FAR de Rabat           | vs Tanzanie, 24 mars 2013           |
| D    | Abderrahim Achakhir      | 15 décembre 1986  | 4    | 0    | FAR de Rabat           | vs Tanzanie, 24 mars 2013           |

## Matchs

### Matchs amicaux
Arrivés à Johannesbourg, les Lions de l'Atlas jouèrent trois matchs amicaux, deux contre une sélection et une contre un club sud africain.
La première rencontre s'est déroulée le 8 janvier 2013, entre le Maroc et le tenant du titre africain l'équipe de Zambie. Le match s'est terminé sur le score de 0-0 .
Après trois minutes de jeu, sur une pénétration de Nordin Amrabat centre le ballon vers Karim El Ahmadi qui tira le ballon vers le premier poteau, l'attaque zambienne ne s'attardat pas puisque deux minutes après Jacob Mulenga tira le ballon vers le camp marocain. Ce même joueur revient vers la fin de la première période sur une balle servie derrière le dos des défenseurs marocains, mais elle a été interceptée par Abderrahim Achakhir en premier temps puis par Nadir Lamyaghri. Durant la 2e mi-temps, le jeune joueur de Getafe Abdelaziz Barrada, posa beaucoup de problèmes aux défenseurs des Chipolopolos, premièrement
sur une passe vers Abderrazak Hamdallah à la 62e minute où il a éliminé trois défenseurs zambiens, ensuite sur un centre de Zakarya Bergdich (80e), cinq minutes après ce même joueur a servi Barrada, mais son tir est parti au-delà de la barre transversale.

### Coupe d'Afrique des Nations 2013
Le samedi 19 janvier 2013 à 21:00 (UTC+2), le match commence arbitré par un trio sénégalais
commandé par Badara Diatta, ainsi que le quatrième arbitre malien de Koman Coulibaly .
Durant le premier quart d'heure, de nombreuses attaques marocaines étaient intéressantes, notamment celles d'El Ahmadi (12e min), Assaidi (15e min) et El Hamdaoui (16e min) .
Après avoir manipulé la première période avec 60 % de possession de balle, les Lions de l'Atlas ont montré leur fatigue dans la 2e mi-temps, puisque la plupart des attaques étaient venus de l'équipe adverse, vu l'inefficacité des attaquants marocains devant le but, Rachid Taoussi effectue trois changements par poste : Younes Belhanda à la place Abdelaziz Barrada, Youssef El-Arabi à la place de Mounir El Hamdaoui et enfin Chahir Belghazouani à la place de Karim El Ahmadi.
À l'issue de ce match, Oussama Assaidi a été élu joueur fair-play .
À la 9e minute, sur un corner d'Abdelaziz Barrada, Issam El Adoua a ouvert le score par un but de la tête. Après avoir dominé la première période, les Lions de l'Atlas se sont éteints au retour des vestiaires, dans la seconde période, les Marocains ont raté plusieurs occasions, notamment celles de Chafni (20e, 45e), Barrada (48e) ou encore El-Arabi (60e). May Mahlangu en a profité pour égalise sur un magnifique tir à la 70e minute, ensuite vers la fin de la rencontre, le jeune rajaoui Abdelilah Hafidi mène pour la deuxième fois les marocains au score (82e min), quatre minute après, sur un tir à l'entrée de la surface Siyabonga Sangweni égalise le score pour les Bafana Bafana. Les Marocains sont éliminés de la CAN sans perdre le moindre match ,!
Après la fin du match, Abdelaziz Barrada a souligné au micro de la chaîne française Canal+ :

« On a énormément de regrets, on a démarré cette CAN trop timidement. Ce soir, on a réagi, mais il était trop tard »

| Rang | Équipe         | Pts | J | G | N | P | Bp | Bc | Diff |
| ---- | -------------- | --- | - | - | - | - | -- | -- | ---- |
| 1    | Afrique du Sud | 5   | 3 | 1 | 2 | 0 | 4  | 2  | +2   |
| 2    | Cap-Vert       | 5   | 3 | 1 | 2 | 0 | 3  | 2  | +1   |
| 3    | Maroc          | 3   | 3 | 0 | 3 | 0 | 3  | 3  | 0    |
| 4    | Angola         | 1   | 3 | 0 | 1 | 2 | 1  | 4  | -3   |

### Éliminatoires de la Coupe du monde de football 2014
| Rang | Équipe        | Pts | J | G | N | P | Bp | Bc | Diff |
| ---- | ------------- | --- | - | - | - | - | -- | -- | ---- |
| 1    | Côte d'Ivoire | 14  | 6 | 4 | 2 | 0 | 15 | 5  | +10  |
| 2    | Maroc         | 9   | 6 | 2 | 3 | 1 | 9  | 8  | +1   |
| 3    | Tanzanie      | 6   | 6 | 2 | 0 | 4 | 8  | 12 | -4   |
| 4    | Gambie        | 4   | 6 | 1 | 1 | 4 | 4  | 11 | -7   |

## Buteurs
En 2013, Youssef El-Arabi est le meilleur buteur de l'équipe du Maroc avec quatre buts. Son premier but est marqué contre le Cap-Vert, en coupe d'Afrique des nations. Les trois autres buts ont été inscris lors des matchs qualificatifs pour le Mondial 2014, respectivement contre la Tanzanie, et la Côte d'Ivoire.
| Place   | Nom                      | Matchs amicaux          | CAN 2013                | Qualifications Mondial 2014                 | TOTAL des BUTS |
| 1       | Youssef El-Arabi         | -                       | 1 but ( Cap-Vert)       | 3 buts ( Tanzanie, Tanzanie, Côte d'Ivoire) | 4 buts         |
| 2       | Abdelaziz Barrada        | 1 but ( Burkina Faso)   | -                       | 1 but ( Tanzanie)                           | 2 buts         |
| -       | Issam El Adoua           | 1 but ( Afrique du Sud) | 1 but ( Afrique du Sud) | -                                           | 2 buts         |
| 3       | Younès Belhanda          | -                       | -                       | 1 but ( Gambie)                             | 1 but          |
| -       | Mounir El Hamdaoui       | 1 but ( Namibie)        | -                       | -                                           | 1 but          |
| -       | Abdelilah Hafidi         | -                       | 1 but ( Afrique du Sud) | -                                           | 1 but          |
| -       | Abderrazak Hamed Allah   | -                       | -                       | 1 but ( Gambie)                             | 1 but          |
| -       | Youssef Kaddioui Idrissi | 1 but ( Namibie)        | -                       | -                                           | 1 but          |
| Détails | 8 buteurs marocains      | 4 buts                  | 3 buts                  | 6 buts                                      | 13 buts        |

## Maillot
L'équipementier allemand Adidas a dévoilé le 15 janvier 2013, les nouveaux maillots de l'équipe nationale marocaine pour la Coupe d'Afrique des nations de football 2013, ces maillots ont été inspirés de ceux de la Coupe d'Afrique des nations de football 1976 où le Maroc a obtenu sa première et dernière Coupe d'Afrique.
Le kit a été insipé aussi les couleurs du drapeau marocain et par son riche patrimoine : Pour le maillot domicile, rouge avec un faux col V en vert, et pour le maillot extérieur, blanc avec un faux col V en rouge .
| Couleurs | Rouge, vert et blanc |
| Marque   | Adidas               |
| Domicile | Extérieur            |